# Ranunculus trichocarpus
Ranunculus trichocarpus Boiss. & Kotschy – gatunek rośliny z rodziny jaskrowatych (Ranunculaceae Juss.). Występuje naturalnie w Turcji, Iraku oraz Iranie. 

## Morfologia
PokrójBylina ryzomowa o lekko owłosionych pędach. Dorasta do 15–25 cm wysokości.
LiścieSą trójsieczne. W zarysie mają podłużnie deltoidalny kształt, złożone z segmentów od podłużnych do owalnych.
KwiatyMają 5 deltoidalnie owalnych działek kielicha, które dorastają do 5–6 mm długości. Mają 5 odwrotnie owalnych i żółtych płatków o długości 6–10 mm.
OwoceNagie niełupki o odwrotnie jajowatym kształcie i długości 4 mm.

## Biologia i ekologia
Rośnie na łąkach. Występuje na wysokości od 2200 do 2600 m n.p.m.